# Восток штата Гояс (мезорегион)

Восток штата Гояс на карте.

Восток штата Гояс (порт. Mesorregião do Leste Goiano) — административно-статистический мезорегион в Бразилии. Входит в штат Гояс. Население составляет 1 159 722 человека (на 2010 год). Площадь — 55 519,415 км². Плотность населения — 20,89 чел./км².

## Демография
Согласно сведениям, собранным в ходе переписи 2010 г. Национальным институтом географии и статистики (IBGE), население мезорегиона составляет:
| Полное население                            | Полное население                            | Полное население                            | Полное население                            | 1 159 722 |
| ------------------------------------------- | ------------------------------------------- | ------------------------------------------- | ------------------------------------------- | --------- |
| в том числе:                                | Городское население                         | 1 010 161                                   | Процент городского населения, %             | 87,10     |
|                                             | Сельское население                          | 149 561                                     | Процент сельского населения, %              | 12,90     |
|                                             | Мужское население                           | 580 534                                     | Процент мужского населения, %               | 50,06     |
|                                             | Женское население                           | 579 188                                     | Процент женского населения, %               | 49,94     |
| Плотность населения, чел/км²                | Плотность населения, чел/км²                | Плотность населения, чел/км²                | Плотность населения, чел/км²                | 20,89     |
| Население мезорегиона в % к населению штата | Население мезорегиона в % к населению штата | Население мезорегиона в % к населению штата | Население мезорегиона в % к населению штата | 19,32     |

## Статистика
- Валовой внутренний продукт на 2003 год составляет 3 765 965 344,00 реалов (данные: Бразильский институт географии и статистики).
- Валовой внутренний продукт на душу населения на 2003 год составляет 3562,61 реала (данные: Бразильский институт географии и статистики).
- Индекс развития человеческого потенциала на 2000 год составляет 0,736 (данные: Программа развития ООН).

## Состав мезорегиона
В мезорегион входят следующие микрорегионы:
1. Энторну-ду-Дистриту-Федерал
2. Ван-ду-Паранан